# Cyclocephala kahanoffae
Cyclocephala kahanoffae är en skalbaggsart som beskrevs av Martinez 1975. Cyclocephala kahanoffae ingår i släktet Cyclocephala och familjen Dynastidae. Inga underarter finns listade i Catalogue of Life.